# Observatório de Haute-Provence
O Observatório de Haute-Provence (OHP, em francês Observatoire de Haute-Provence) é um observatório astronômico que está localizado no sudeste da França, a cerca de 90 km a leste da cidade de Avinhão e a 100 km ao norte de Marselha. Seu código de observatório é 5111.

## História
O Observatório de Haute-Provence foi criada em 1937 como um centro nacional para os astrônomos franceses. As observações astronômicas começaram em 1943, com um telescópio de 1,20 metros, e as primeiras pesquisas com base em observações do observatório foram publicadas em 1944. Os observadores estrangeiros usaram pela primeira vez o observatório em 1949, quando Geoffrey e Margaret Burbidge foram visitá-lo.

## Localização
Este observatório está localizado no sudeste da França, a cerca de 90 km a leste de Avinhão e a 100 km ao norte de Marselha.
Ele encontra-se a uma altitude de cerca de 650 metros, em um planalto perto da localidade de Saint-Michel-l'Observatoire no  departamento de Alpes da Alta Provença.
O local foi escolhido para um observatório, devido às suas condições de observação geral muito favoráveis. Em média, 60% das noites são adequadas para a observação astronômica, com as melhores temporadas no verão e no outono. Cerca de 170 noites por ano, em média, são completamente sem nuvens. A vista é geralmente de cerca de 2", mas pode chegar a 1" ou menos, às vezes. Porém, a vista pode ser muito degradada, às vezes mais de 10 " quando o vento frio Mistral sopra a partir do noroeste isso acontece em cerca de 45 dias por ano, em média, principalmente durante o inverno. O bom tempo geralmente segue um Mistral. A média de absorção da atmosfera emno OHP é de aproximadamente duas vezes a observada no Observatório Europeu do Sul (ESO) em La Silla, Chile.